# Bakóca
Bakóca község Baranya vármegyében, a Hegyháti járásban.

## Fekvése
Komlótól mintegy 20 kilométerre nyugatra, Kisbeszterce mellett fekszik. Zsáktelepülés, közúton csak egy útvonalon érhető el. Megközelítése Pécs vagy Kaposvár felől Oroszlóig a 66-os főúton haladva lehetséges, amelyről előbb a 6601-es útra, majd arról 1 kilométer után a 66 102-es útra kell letérni. A község központja az oroszlói letéréstől mintegy 12 kilométerre található.

## Nevének eredete
Neve a szláv bukovica (= bükkös) főnévből ered.

## Története
Fennmaradt írás 1332-ben említi először, Bakolcha néven. Birtokosai a Zichyek, a Nádasdyak, a Meltzerek és a Mailáthok voltak. Római katolikus barokk templomát 1721-ben emelték. A 19. században kezdtek betelepülni német nyelvterületről érkezett lakosok, akik üveghutákat is építettek Bakócán. 
1900-ban határában lignitmezőt találtak, mely máig kiaknázatlan. 
A település a mindszentgodisai körjegyzőséghez tartozik, kisebbségi önkormányzata nincs, az itt élők gyermekei a mindszentgodisai óvodába, illetve iskolába járnak. 
Bakócának barokk stílusú templomán kívül közösségi háza, könyvtárterme, teleháza, kultúrháza, és Sáfrány Géza ismert iparművész nevét viselő fazekasmúzeuma is van.
A munkaképes lakosság 30%-a munkanélküli, s ezen csak keveset segít, hogy az önkormányzat – a munkaügyi központ támogatásával – közel 20 főt tud foglalkoztatni. A munkavállalás egyik gátja a közlekedés, a Pécsre bejáróknak napi 4 órát kell eltölteniük utazással.

## Közélete

### Polgármesterei
| Név               | Párt      | Terminus  | Megjegyzés / Források |
| ----------------- | --------- | --------- | --- |
| Ifj. Dénes Sándor | független | 1990–2014 | [ 3 ] |
| Dénes Sándor      | független | 1990–2014 | Az 1994. december 11-én megtartott választáson a 204 érvényesen leadott szavazatból, két jelölt közül 197 szavazatot szerzett meg, amivel 96,57%-os eredményt ért el. |
| Dénes Sándor      | független | 1990–2014 | 1998-as választási eredmények: |
| Dénes Sándor      | független | 1990–2014 | 2002-es választási eredmények: |
| Dénes Sándor      | független | 1990–2014 | 2006-os választási eredmények: |
| Dénes Sándor      | független | 1990–2014 | A 2010. október 3-án megtartott választáson a 169 érvényesen leadott szavazatból, három jelölt közül 108 szavazatot szerzett meg, amivel 63,91%-os eredményt ért el.  |
| Király Gábor      | független | 2014–2024 | A 2014. október 12-én megtartott választáson egyedüli jelöltként indult, így a 79 érvényesen leadott szavazat 100%-át szerezte meg.                                   |
| Király Gábor      | független | 2014–2024 | A 2019. október 13-án megtartott választáson egyedüli jelöltként indult, így a 105 érvényesen leadott szavazat 100%-át szerezte meg.                                  |
| Herr Kinga        | független | 2024–     | A 2024. június 9-én megtartott választáson a 144 érvényesen leadott szavazatból 82-t szerzett meg, amivel 56,94 %-os eredményt ért el.                                |

## Népesség
A település népességének változása:
| Lakosok száma | 291  | 281  | 269  | 266  | 246  | 270  | 263  | 262  |
|               | 2013 | 2014 | 2015 | 2019 | 2021 | 2022 | 2023 | 2024 |

A 2011-es népszámlálás során a lakosok 96,7%-a magyarnak, 11,1% cigánynak, 0,7% németnek mondta magát (2,6% nem nyilatkozott; a kettős identitások miatt a végösszeg nagyobb lehet 100%-nál). A vallási megoszlás a következő volt: római katolikus 70,5%, református 4,1%, görögkatolikus 0,4%, felekezeten kívüli 12,9% (10% nem nyilatkozott).
2022-ben a lakosság 77,4%-a vallotta magát magyarnak, 4,4% cigánynak, 0,4% németnek, 2,2% egyéb, nem hazai nemzetiségűnek (20,4% nem nyilatkozott; a kettős identitások miatt a végösszeg nagyobb lehet 100%-nál). Vallásuk szerint 29,6% volt római katolikus, 4,4% református, 0,4% egyéb keresztény, 0,7% egyéb katolikus, 6,3% felekezeten kívüli (58,5% nem válaszolt).

## Nevezetességei
- Római katolikus temploma az 1721-ben épült, majd több átépítés után 1848-ban nyerte el mai alakját (barokk).
- A barokk Majláth-kastélyt az 1800-as évek végén neoklasszicista stílusban felújították; régebben gyermekotthon volt, ma kihasználatlan.
- A már elhunyt Sáfrány Géza fazekas mester műemlék értékű fazekasmúzeuma.

## Híres emberek
- Az itteni Majláth-birtok segédtisztje volt 1926 és 1929 között Fekete István (1900–1970) író, akinek innen származik a felesége is; házasságukat is itt kötötték. Ballagó idő című önéletrajzi regényében örökítette meg itteni életét.
- Itt született 1864-ben Majláth Gusztáv Károly püspök, címzetes érsek.

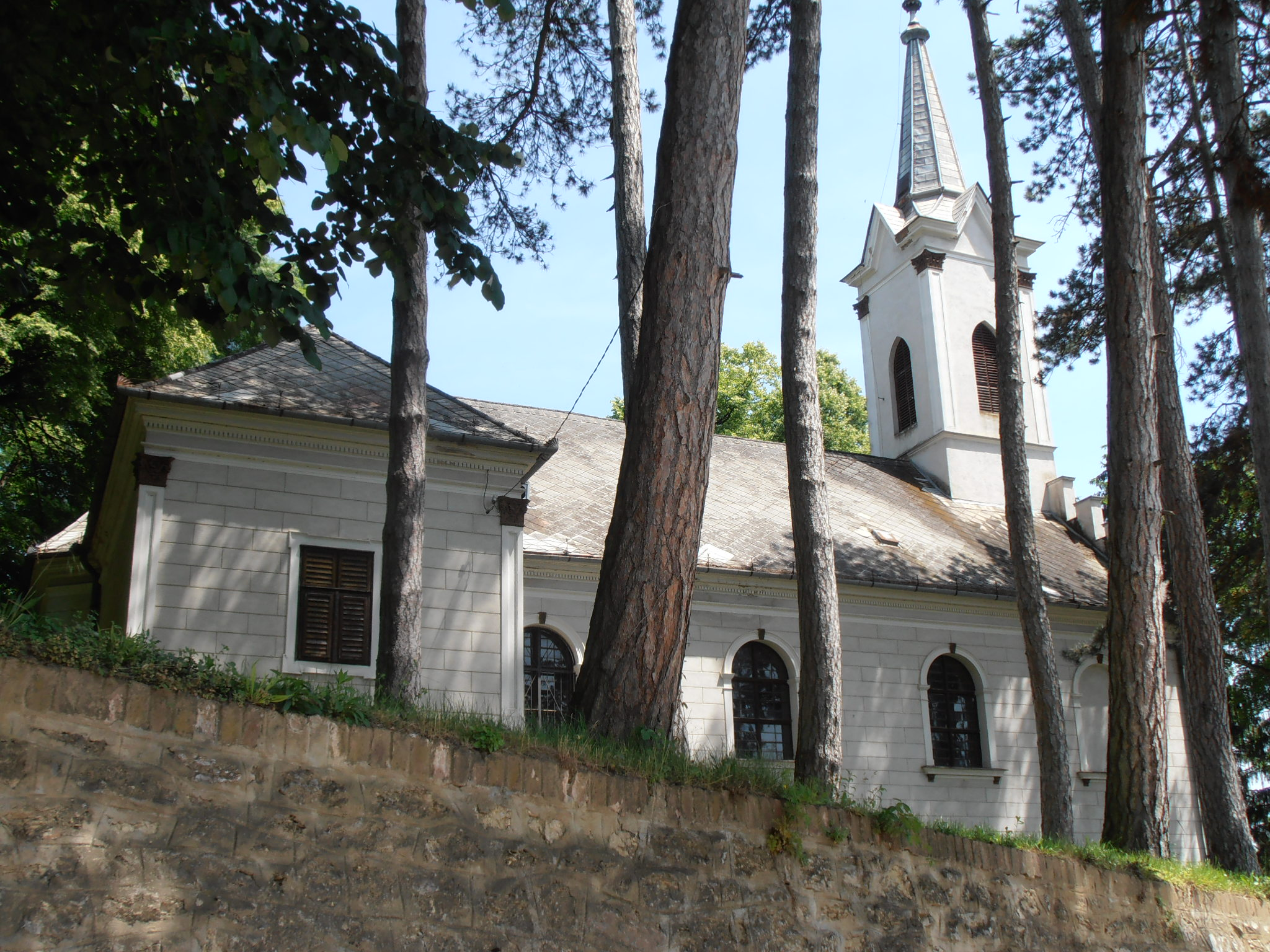
A Szent Anna katolikus templom
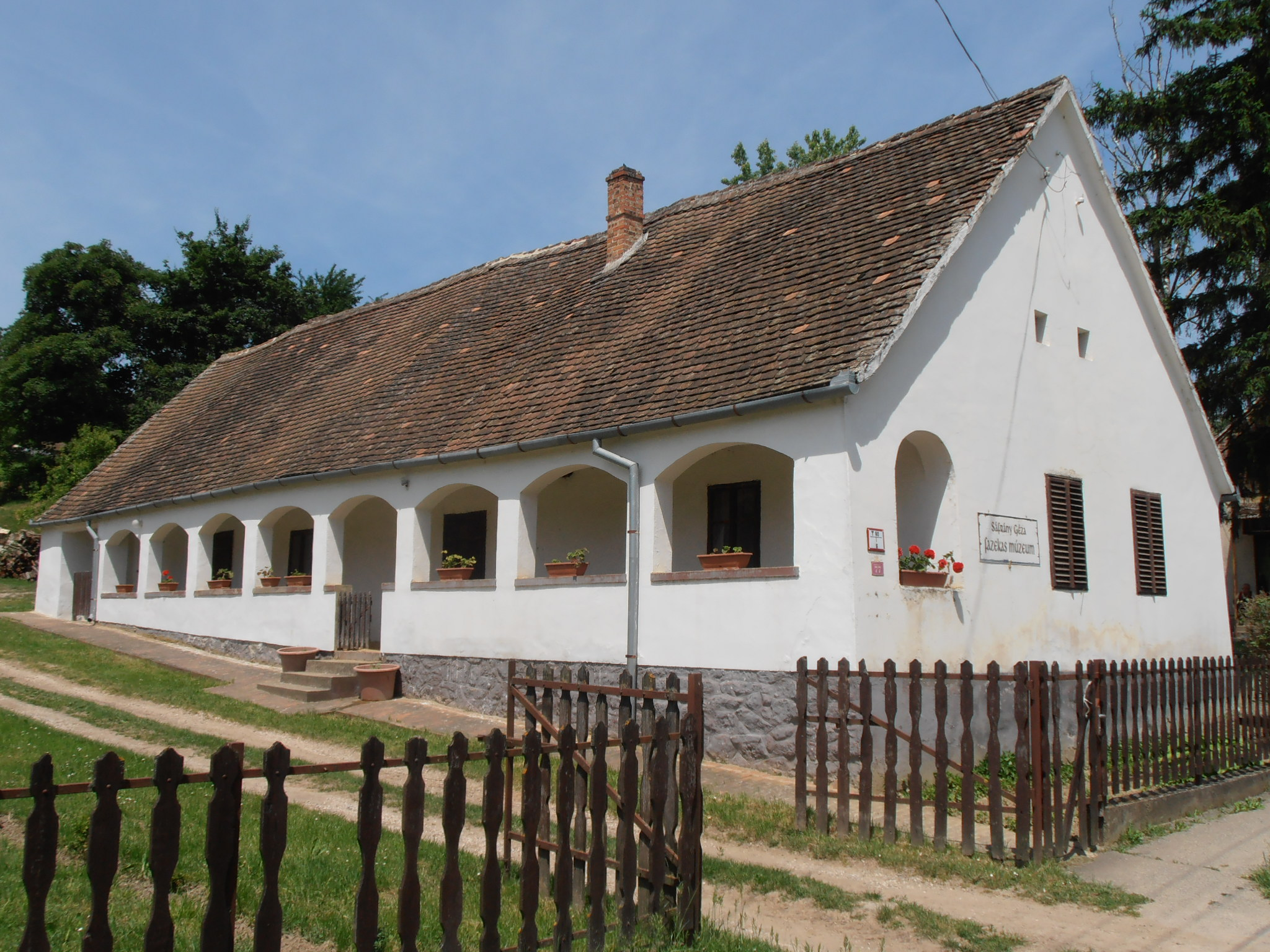
A Sáfrány Géza fazekasmúzeum
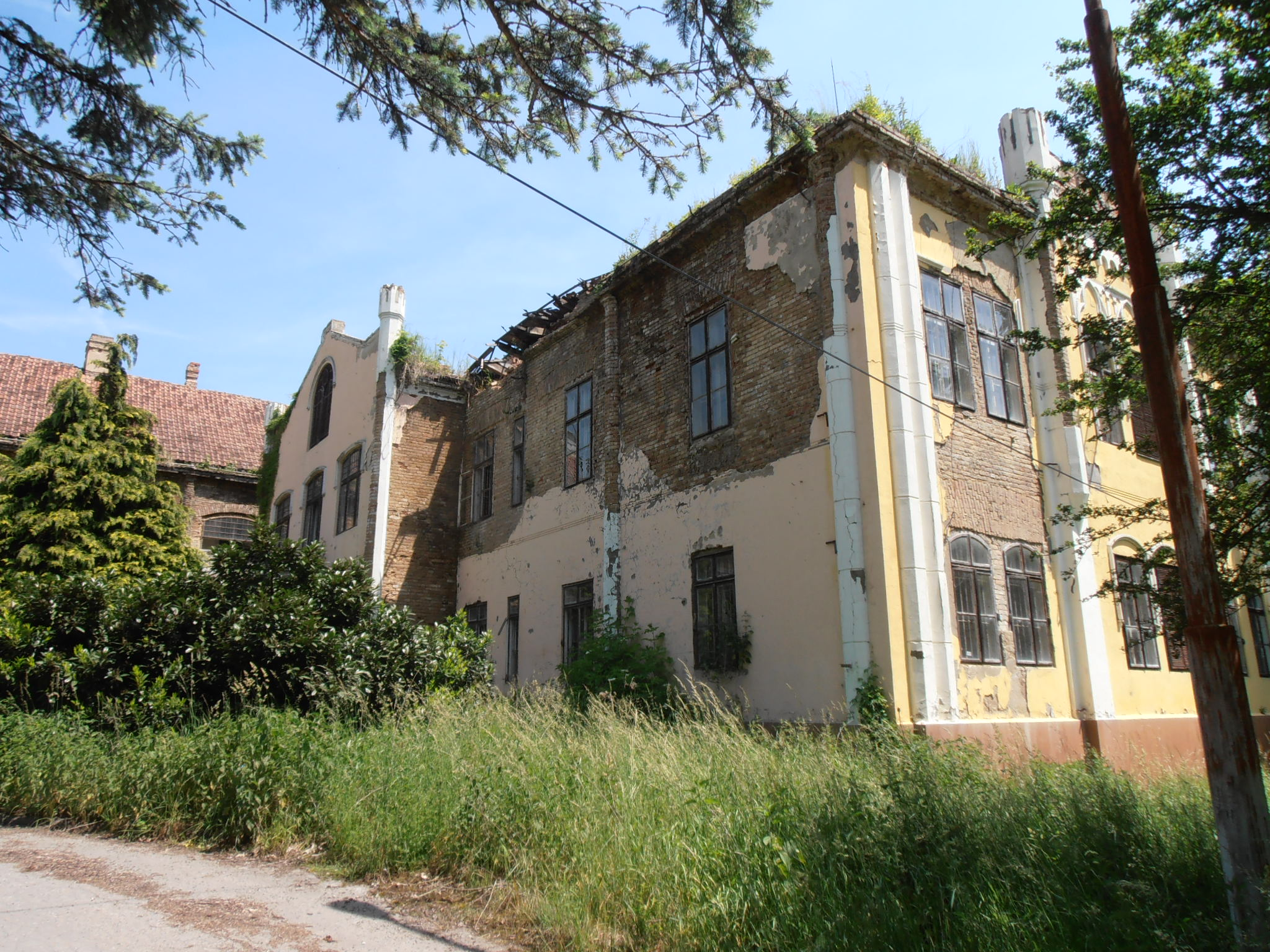
A Majláth-kastély